# Metal Gear Solid 2: Sons of Liberty
Metal Gear Solid 2: Sons of Liberty je akční stealth adventura z roku 2001, kterou vyvinula společnost Konami Computer Entertainment Japan a vydala Konami pro PlayStation 2. Jedná se o čtvrtou hru ze série Metal Gear, kterou produkoval Hideo Kodžima, celkově sedmou hru ze série a pokračování hry Metal Gear Solid (1998).

## Příběh
Příběh se točí kolem Big Shell, masivního zařízení na čištění mořského dna, kterého se zmocnila skupina teroristů, kteří si říkají Sons of Liberty. Požadují obrovské výkupné výměnou za život prezidenta Spojených států a hrozí, že pokud nebudou jejich požadavky splněny, zařízení zničí a způsobí katastrofální ekologickou katastrofu.
Motivy a identita mnoha protivníků a spojenců se v průběhu hry mění, protože hlavní hrdinové odhalují spiknutí, které otřásá světem a které zkonstruovala mocná organizace známá jako Patrioti.

## Vydání
Hra byla vydána 13. listopadu 2001, zatímco rozšířená edice s názvem Metal Gear Solid 2: Substance vyšla následující rok kromě PlayStation 2 také pro Xbox a Windows. Remasterovaná verze hry, Metal Gear Solid 2: Sons of Liberty - HD Edition, byla později zahrnuta do Metal Gear Solid HD Collection pro PlayStation 3, Xbox 360 a PlayStation Vita. HD edice hry byla zahrnuta do kompilace Metal Gear Solid: Master Collection Vol. 1 pro Nintendo Switch, PlayStation 4, PlayStation 5, Windows a Xbox Series X/S, která vyšla 24. října 2023.

## Ohlasy a odkaz v kultuře
Hra Metal Gear Solid 2 získala uznání za svou hratelnost, grafiku a smysl pro detail. Kritika se však zpočátku rozcházela v názorech na hlavního hrdinu a filozofickou povahu a provedení příběhu hry, který se zabývá mnoha tématy, jako je memetika, sociální inženýrství, umělá inteligence, virtuální realita a vnitřní boj o svobodu myšlení.
Hra byla komerčně úspěšná a do roku 2004 se jí prodalo sedm milionů kopií. Od té doby je považována za jednu z nejlepších videoher všech dob a také za přední příklad uměleckého vyjádření ve videohrách. Hra je často považována za hru, která předběhla svou dobu, protože se zabývá tématy a koncepty, jako jsou postpravdivá politika, falešné zprávy, alternativní fakta, syntetická média a komnaty ozvěn, které se staly kulturně relevantními v polovině až na konci roku 2010.